# Leucoma salicis
Espèce
Leucoma salicis, le Bombyx du saule ou l'Apparent, est une espèce de lépidoptères (papillons) de la famille des Erebidae, de la sous-famille des Lymantriinae et de la tribu des Lymantriini.

## Morphologie

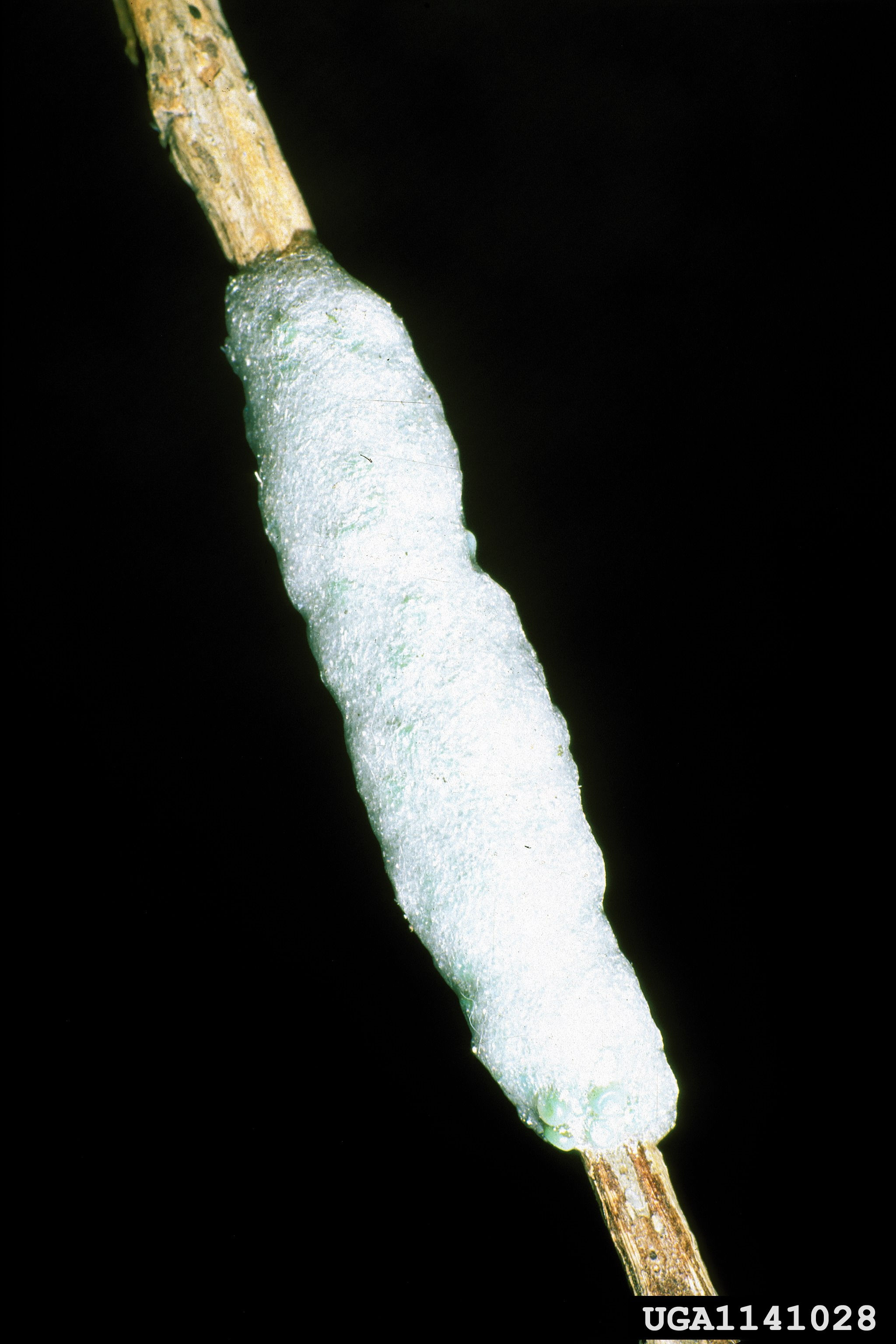
Œufs
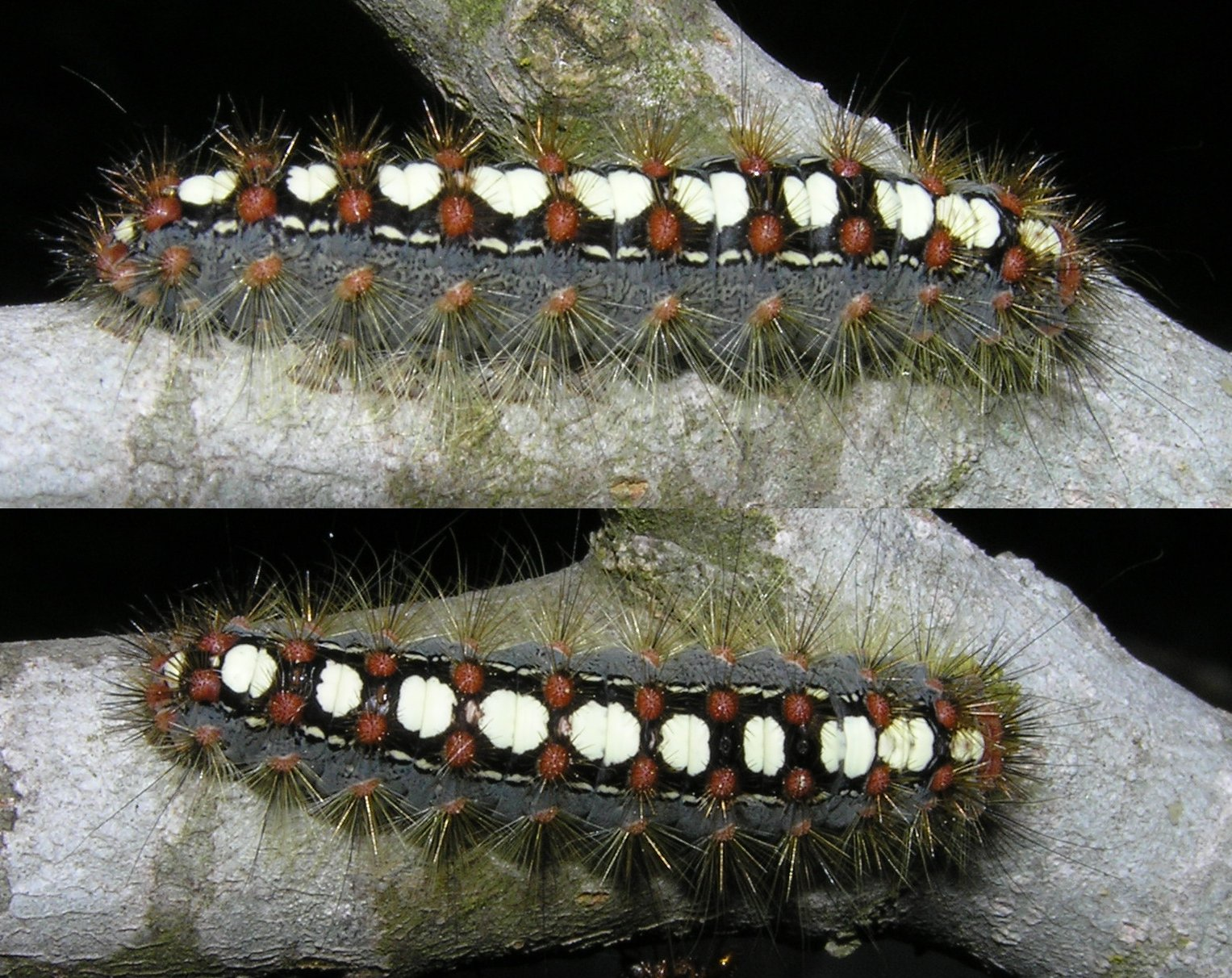
Chenille
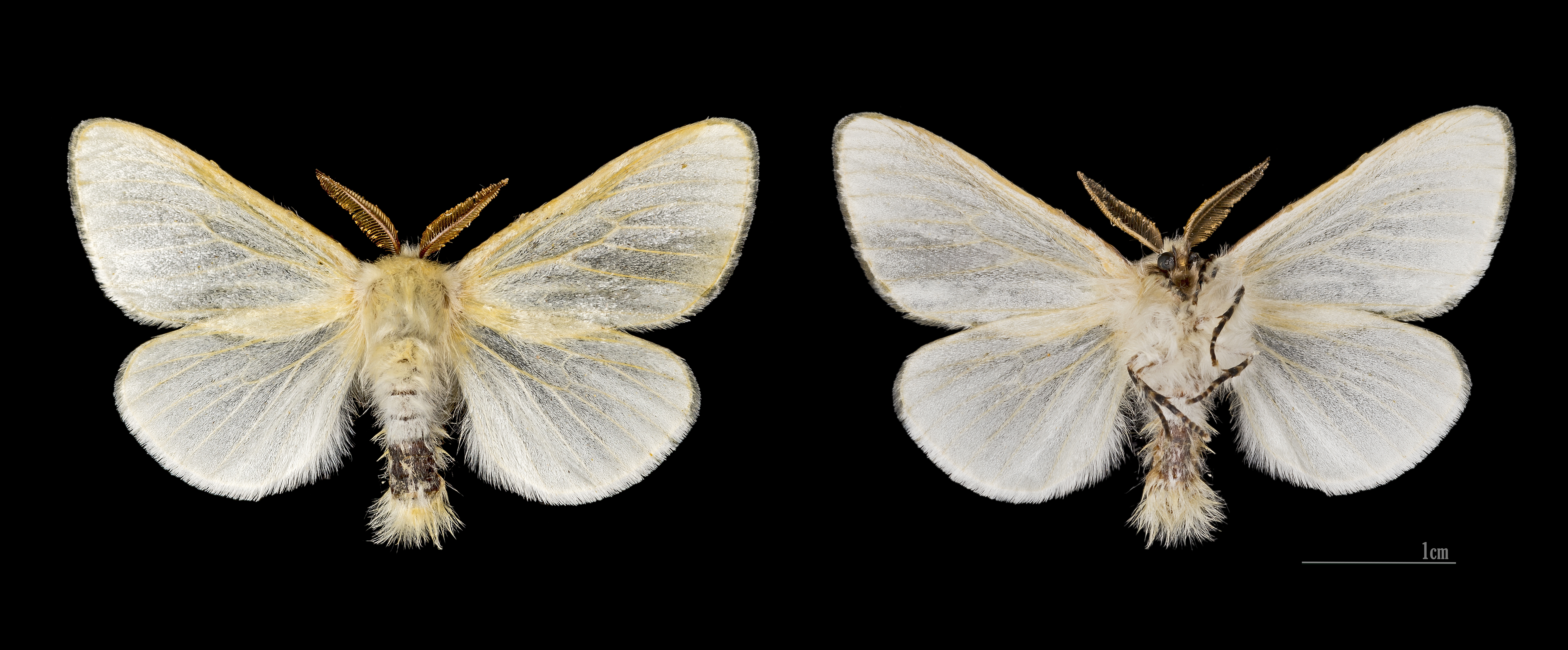
Le Liparis du saule ♂ à Crest-Voland - MHNT
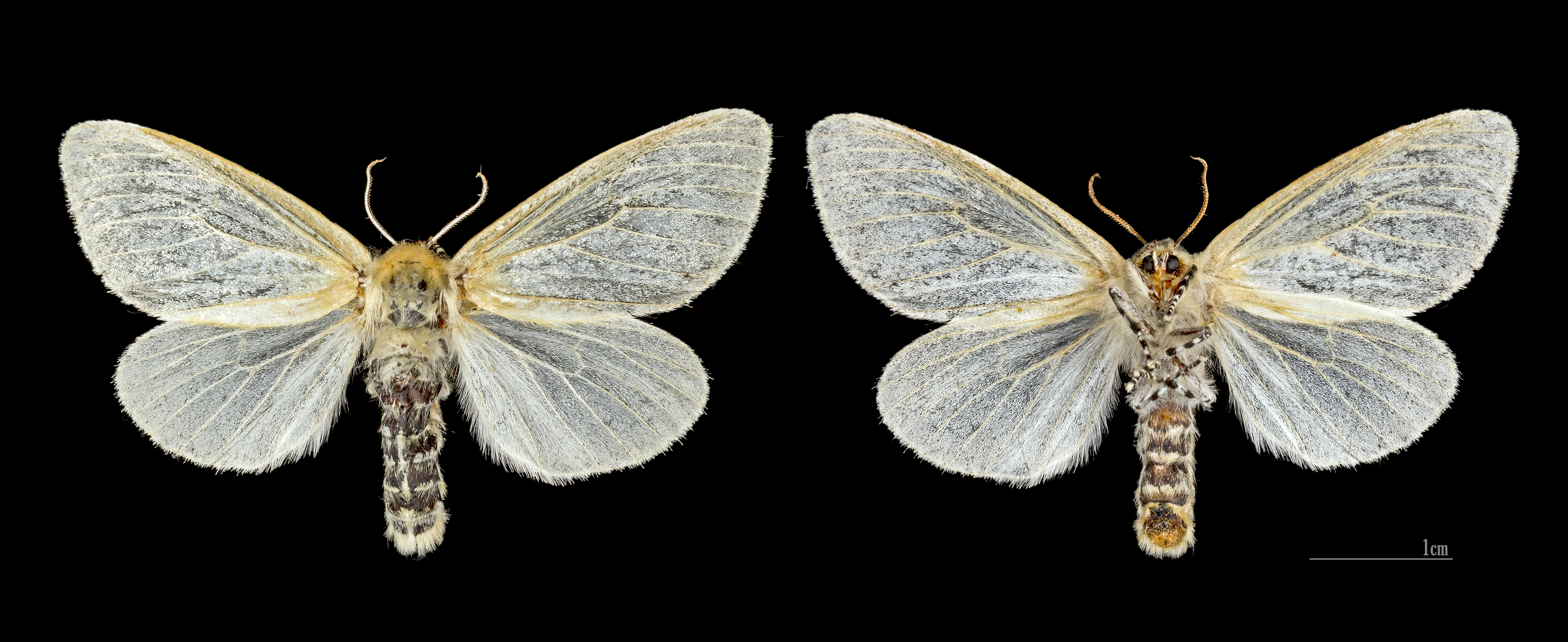
Le Liparis du saule ♀ à Les Mathes - MHNT

## Biologie
Le papillon vole de juin à août.
Les chenilles se nourrissent sur les genres Salix et Populus.

## Répartition et habitat
L'espèce est répandue dans l'écozone paléarctique. Elle a été introduite en Amérique du Nord.

## Systématique
L'espèce a été décrite par le naturaliste suédois Carl von Linné en 1758, sous le nom initial de Phalaena salicis.

### Synonymie
- Phalaena salicis Linnaeus, 1758 — Protonyme
- Leucoma salicis var. sohesti Capronnier, 1878[2]
- Stilpnotia nigripennata Staudinger, 1900[3]
- Leucoma salicis ab. rubicunda Strand, 1901[4]
- Stilpnotia salicis ab. nigrociliata Fuchs, 1903[5]
- Stilpnotia doii  Matsumura, 1927[6]
- Stilpnotia salicis ab. n. neumanni Bandermann, 1929[7]
- Leucoma salicis ab. radiosa Smith, 1954[8]
- Leucoma salicis f. infranigricosta Lempke, 1959[9]

## Noms vernaculaires
- Le Bombyx du Saule[10] l'Apparent[10], le Liparis du saule [11], le Papillon satiné (Canada francophone)[12].